# Dalsnibba
Die (auch: der) Dalsnibba ist ein 1476 moh. hoher Berggipfel südlich des norwegischen Ortes Geiranger, in der Gemeinde Stranda, Provinz Møre og Romsdal. Der Berg ist über die Nibbevegen-Straße, die von der Djupvasshytta auf den Gipfel führt, erschlossen und wegen der Aussicht auf den sieben Kilometer entfernten Geirangerfjord beliebt. Aufgrund seiner Höhe ist er auch im Sommer oft noch schneebedeckt. Die Dalsnibba liegt östlich des  1038 moh. hohen Dalsnibba-Passes, der von der Geirangerstraße zwischen Geiranger und Lom überquert wird. Dort steht die Berghütte Djupvasshytta. Gleich daneben schimmert blaugrün, oft aber auch schnee- und eisbedeckt, der See Djupvatnet (1016 moh.). 

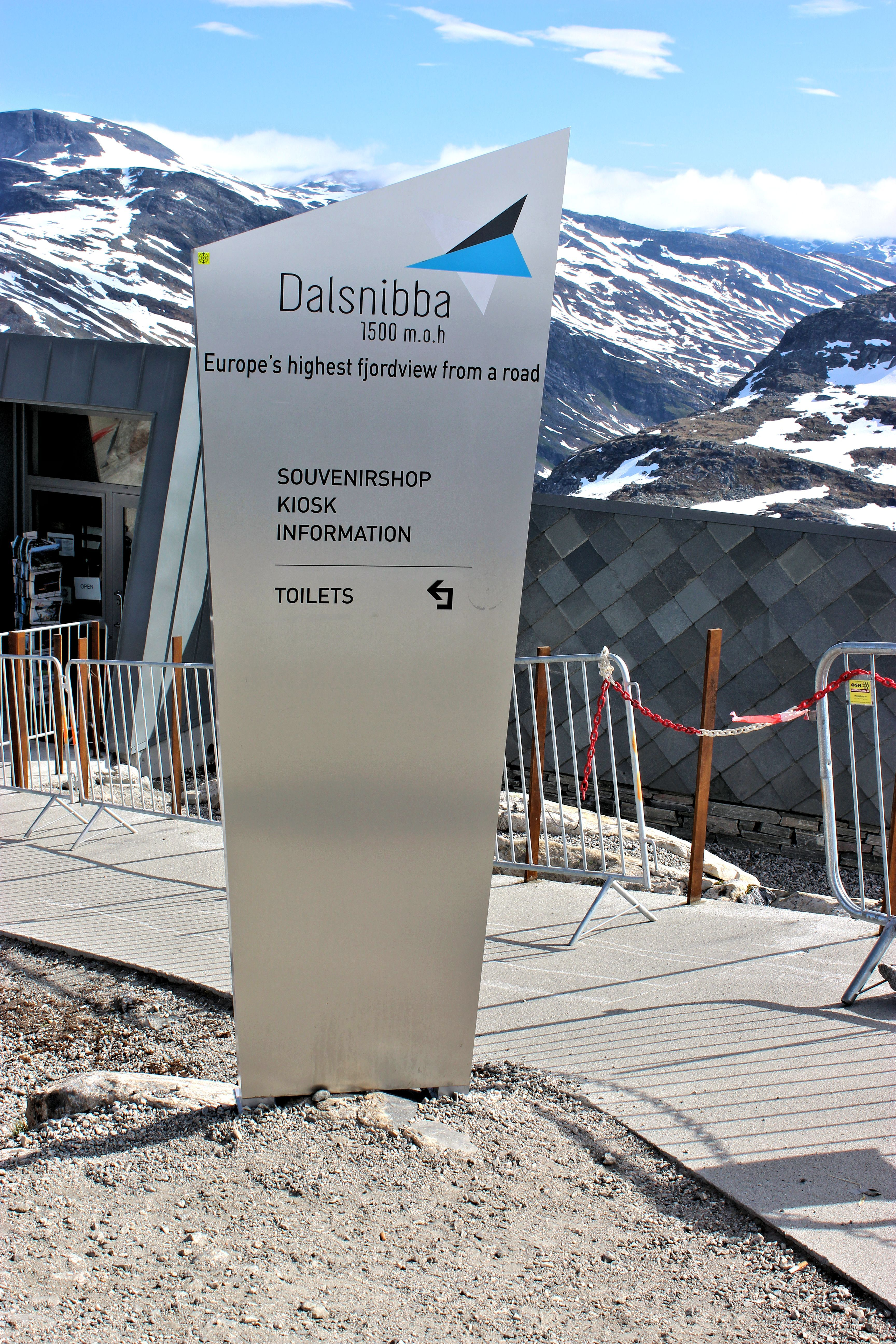
Infotafel am Dalsnibba
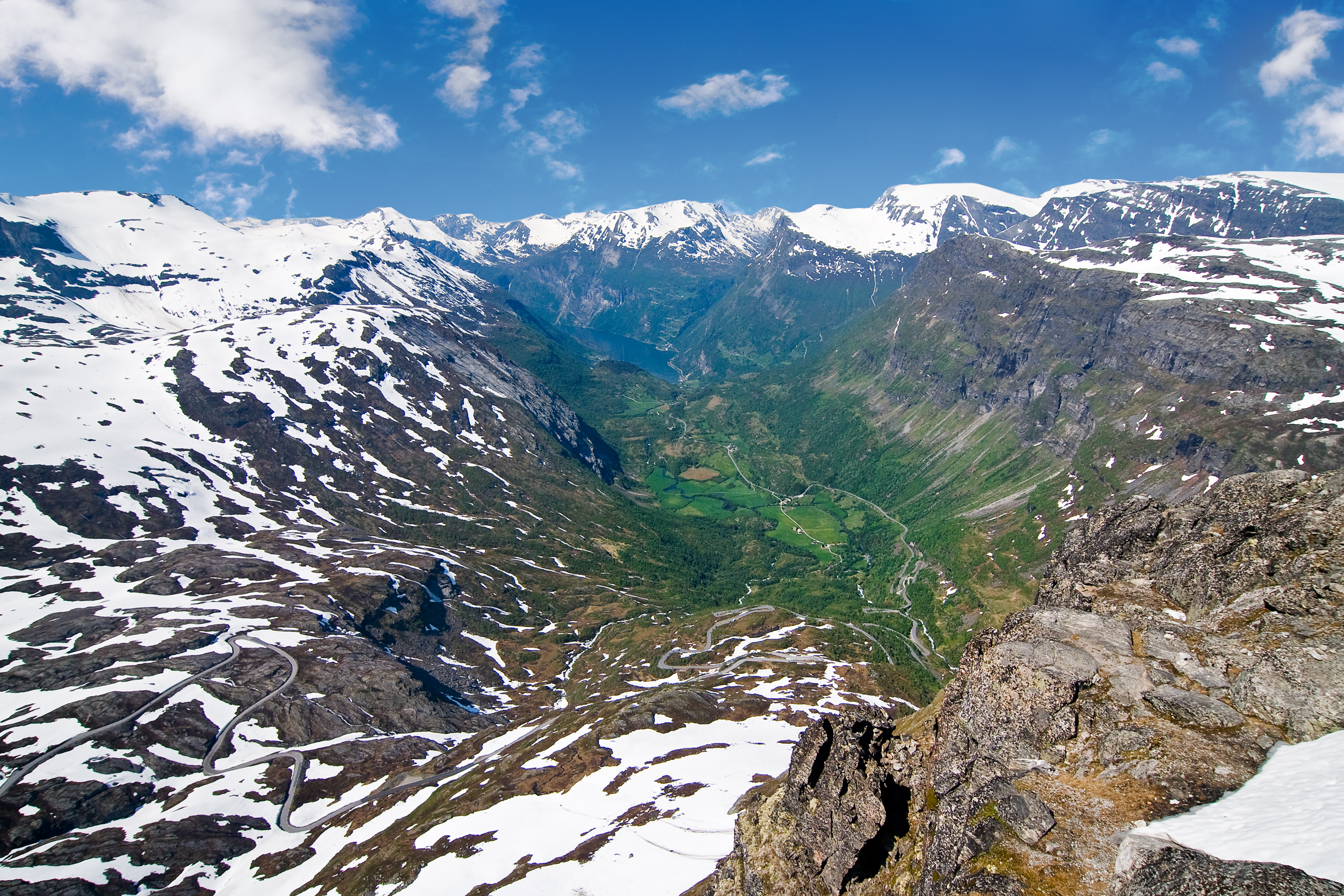
Panoramablick vom Dalsnibba ins Geirangertal
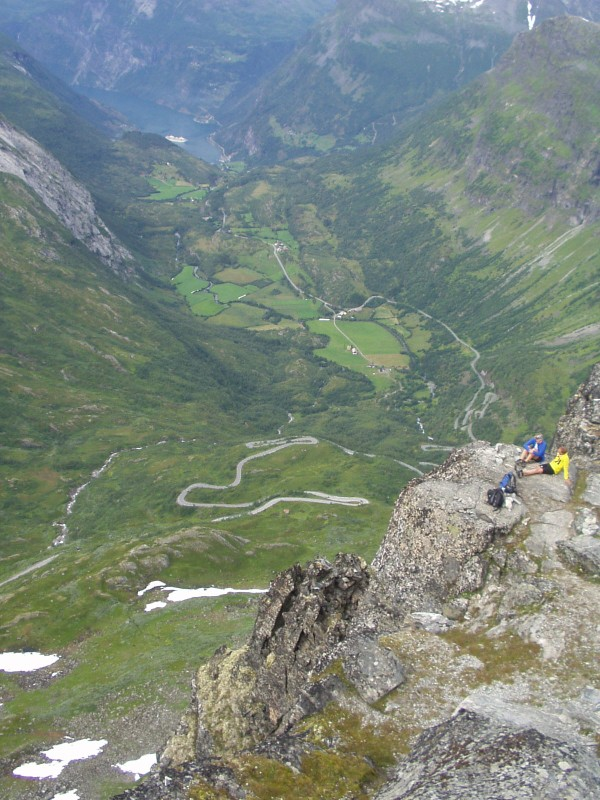
Blick vom Dalsnibba auf Geiranger